# Григорије Патриције
Григорије Патриције (грч. Γρηγόριος, лат. Flavius Gregorius, погинуо 647) био је византијски егзарх Африке (данашњи Тунис и источни Алжир). Као сроддник Ираклијеве династије и изразито прохалкедонских уверења, 646. је дигао побуну против цара Констанса II (вл. 641-668) због његове подршке монотелитизму. Убрзо након што се прогласио за цара суочио се са инвазијом из арапског Рашидунског калифата. Супротставио се нападачима али је потучен и убијен код Суфетуле. Иако су се Арапи затим повукли и Африка вратила под царско окриље, византијска владавина је фатално ослабљена.

## Егзарх
Григорије је био у крвном сродству са царем Констансом II јер је био син рођака његовог оца Ираклија (вл. 610-641). Григорије се као егзарх Африке (патрикиос Африке код Теофана) први пут помиње у јулу 645. али могуће да је именован још за Ираклија.
Егзархат се у ово време налазио у превирању услед конфликта између претежно ортодоксне популације и присталица монотелетизма, покушаја компромиса између халкедонизма и монофизитизма који је Ираклије замислио и промовисао 638. У Африци су други наведени правац углавном заступале избеглице из Египта. У покушају да смањи тензије Григорије је у јулу 645. био домаћин теолошке расправе у Картагини између халкедонца Максима Исповедника и бившег монотелитског цариградског патријарха Пира. Григорије је помогао њихово измирење, Пир је прихватио халкедонско гледиште. Следећих месеци неколико локалних синода у Африци је осудило монотелетизам као јерес.

## Сецесија
Григорије се 646. побунио против Констанса. Осим Констансовог монотелетизма разлог за ово је било и Муслиманско освајање Египта 642. и претња коју је то представљало за византијску Африку. Арапи су 642-3 заузели Киренајку и исток Триполитаније - њихово напредовање на запад је заустављено само наређењем калифа Омара (већ је почело Муслиманско освајање Персије и желео је консолидацију Египта). С обзиром на неуспех цариградске владе да заустави муслимане, било је, по речима Шарла Дила, "велико искушење за овог моћног гувернера Африке да се отцепи од слабе и удаљене империје која је изгледала неспособна да одбрани своје поданике". Арапски хроничар Ел Табари с друге стране тврди да је Григоријева побуна била провоцирана Констансовим тражењем 300 фунти злата. Арапски извори тврде да је након што је проглашен за цара ковао новац са својим ликом, али до сада није пронађен ниједан комад. Изгледа да су и Максим Исповедник и папа Теодор I охрабрили или макар подржали Григорија у овом подухвату. Тако је папа наводно послао изасланика који је пренео Максимов сан, у коме су два ривалска анђеоска хора извикивала "Победа Константину [Констансу] августу" и "Победа Григорију августу", први је био све тиши а други је превладао. Побуна је изгледа имала широку подршку, не само међу романизованим Африканцима већ и међу Берберима у унутрашњости.

## Долазе Арапи
Омаров наследник Отман је 647. наредио Абдулах ибн Сааду да са 20.000 ратника нападне Егзархат. Муслимани су напали западну Триполитанију и напредовали до северне границе провинције Бизацене. Григорије се сукобио с Арапима на њиховом повратку код Суфетуле (данас Сбеитла у северно-централном Тунису) али је поражен и убијен. Агапије из Хијераполиса и неки сиријски извори тврде да је он преживео битку и побегао у Цариград где се помирио са Констансом, али већина данашњих научника прихвата опис арапских хроничара. Арапски описи такође тврде да су муслимани заробили Григоријеву кћерку која се борила уз оца, да је послата у Египат уз остали плен, али да је током марша пала с камиле и погинула.

## Епилог
Након Григоријеве смрти Арапи су похарали Суфетулу и харачили широм Егзархата док су се Византинци повукли у тврђаве. Пошто нису могли напасти те фортификације, а задовољни великим количином опљачканог, Арапи су пристали отићи у замену за исплату великог данка у злату. Иако арапски напад још неко време није искоришћен и везе са Цариградом су обновљене, Григоријева побуна и арапски упад су до темеља затресли византијску власт над Африком. Нарочито су берберска племена одбацила лојалност царству, тако да изгледа да је већи део јужног Туниса био ван картагинске контроле. Тиме је Битка код Суфетуле означила "крај, мање-више близак, али неизбежан, византијске доминације у Африци".